# Jill Kassidy
Jill Kassidy (* 18. Februar 1996 in Dallas, Texas) ist eine US-amerikanische Pornodarstellerin.

## Leben
Kassidy wurde in Dallas im US-Bundesstaat Texas geboren und wuchs dort auch auf. In der Highschool war sie Cheerleader. Nach ihrem Abschluss ging sie für einige Monate aufs College, brach jedoch bald ab. Im Anschluss zog sie mit ihrem Freund nach San Antonio, wo sie bei einer Timeshare-Firma angestellt war.
Kassidy begann ihre Pornokarriere im Jahr 2016 im Alter von 20 Jahren. Ihre erste Szene drehte sie für die Website NetVideoGirls.

## Auszeichnungen
- 2018: AVN Award als Best New Starlet[2]
- 2018: XRCO Award als Best Actress[3]